# NGC 4959
NGC 4959 (również PGC 45301) – galaktyka spiralna (Sa), znajdująca się w gwiazdozbiorze Psów Gończych. Odkrył ją John Herschel 29 kwietnia 1827 roku. Jest to galaktyka z aktywnym jądrem typu LINER.